# Saint-Florentin, Indre

Saint-Florentin este o comună în departamentul Indre, Franța. În 1 ianuarie 2022 avea o populație de 508 de locuitori.